# Calamonastes fasciolatus
Calamonastes fasciolatus é uma espécie de ave da família Cisticolidae.
Pode ser encontrada nos seguintes países: Angola, Botswana, Namíbia, África do Sul e Zimbabwe.
Os seus habitats naturais são: savanas áridas.